# Cathorops agassizii
Cathorops agassizii är en fiskart som först beskrevs av Eigenmann och Eigenmann, 1888.  Cathorops agassizii ingår i släktet Cathorops och familjen Ariidae. Inga underarter finns listade i Catalogue of Life.